# كاري بوشامب
كاري بوشامب (بالإنجليزية: Cari Beauchamp)‏ هي صحفية ومؤرخة وكاتِبة أمريكية، ولدت في 1951 في بيركيلي في الولايات المتحدة.

## وصلات خارجية
- كاري بوشامب على موقع IMDb (الإنجليزية)
- كاري بوشامب على موقع قاعدة بيانات الفيلم (الإنجليزية)